# Belas Shopping
Belas Shopping é um centro comercial (xópingue) angolano, situado no município de Talatona, a sul do município de Luanda, numa área de 120 000 metros quadrados. Belas Shopping foi o primeiro centro comercial moderno de Angola.

## História
Com um investimento orçado inicialmente em trinta e cinco milhões de dólares, o centro comercial foi construído pela subsidiária angolana Odebrecht Angola da Organização Odebrecht (atual Novonor). A abertura oficial foi a 27 de março de 2007, presenciada por membros do governo, políticos, empresários, imprensa, entre outros.
O centro comercial tem oito salas de cinema da Cineplace, espaço gastronómico, área de lazer e mais de uma centena de lojas. Empregou, na fase de construção, mais de mil pessoas.